# 招石文
招石文（英語：Chiu Shek Man，1945年7月6日—2015年2月9日），是香港資深甘草演員。招石文出身自1970年之後加入演藝圈，招石文曾首次涉足的是粵劇，曾參加戲曲粵劇劇藝團曾去到美國、加拿大、新馬、香港、澳門、中國大陸及台灣等地方演出。後來他在1984年期間招石文更參與電影界及電視劇演出，並且向曾為地鐵（現今港鐵）拍攝廣告；1990年代中期加入電視圈。

## 入行
1996年，之後正式加入香港無綫電視開始服務多年，他的曾於無綫電視演出多部劇集至2015年為止。

## 死亡
2015年2月9日，招石文因病離世於香港新界東西貢區將軍澳醫院，享年70歲。死因由其妻向來訪記者時表示是為腦幹爆裂，但詳細緣由卻不願多講。

## 演出作品

### 電視劇（亞洲電視）
- 1985年
  - 八仙過海 飾 曹忠
  - 萍蹤俠影錄 飾 丁總兵

### 電視劇（無綫電視）
- 1995年
  - 真情 飾 羅秘書（1995-1999）

1997年
  - 刑事偵緝檔案III 飾 周Sir（詹百鴻之上司）
  - 天龍八部 飾 丁春秋

1999年
  - 寵物情緣
  - 洗冤錄 飾 師爺（第1-3、5集）
  - 創世紀 飾 陳校董（第1-2集）
  - 鑑證實錄II 飾 燒焟店老闆（第14集）
  - 人龍傳說 飾 綢緞莊老闆（第13集）
  - 茶是故鄉濃 飾 陳老闆（宋家茶園之客戶）

2001年
  - FM701 飾 豪客、食客
  - 美味情緣 飾 皇朝集團董事
  - 七姊妹 飾 戲曲班主
  - 皆大歡喜 飾 馬虎
  - 尋秦記 飾 老闆（第4集）
  - 酒是故鄉醇 飾 古董楊（集古齋古董店老闆）（第2-3集）

2002年
  - 洛神 飾 老闆（第10集）、珍寶齋老闆（第14、22-23集）
  - 烈火雄心II 飾 李老闆（第21集）
  - 皆大歡喜 飾 佬倌（第269集）
  - 戇夫成龍 飾 大石村村長（第5,9集）
  - 七號差館 飾 醫生

2003年
  - 洗冤錄II 飾 莫知縣（第1集）
  - 衛斯理 飾 石漢天
  - 金牌冰人 飾 陳總管
  - 衝上雲霄 飾 醫　生（第26集）
  - 西關大少 飾 廣運行職員

2004年
  - 棟篤神探 飾 江義海兄弟
  - 金枝慾孽 飾 周大人
  - 皆大歡喜 飾 豬佬（第204-205集）、肥佬（第212集）、日本人（第232集）、陳醫師（第285集）、廟祝（第305集）、街坊（第310集）、報販（第322集）、大師（第325集）、何虎（第391集）、阿炳（第415集）

2005年
  - 皆大歡喜 飾 武當掌門（第435集）
  - 酒店風雲 飾 金老闆
  - 我的野蠻奶奶 飾 官紳甲（第3集）/官員甲（第14-15集）
  - 胭脂水粉 飾 肥客牛
  - 隨時候命 飾 民政署職員
  - 阿旺新傳 飾 「鍾氏集團」股東（第23集）

2006年
  - 滙通天下 飾 水冰東（山西平遙永亨泰財東）
  - 鐵血保鏢 飾 游老闆（第5集）
  - 天幕下的戀人 飾 肥佬陳
  - 謎情家族 飾 法官
  - 鳳凰四重奏 飾 張老闆、杜麗瑾之父、白　海、菜檔老闆/街坊
  - 高朋滿座 飾 發叔
  - 愛情全保 飾 小巴司機

2007年
  - 天機算 飾 戴吉祥
  - 突圍行動
  - 師奶兵團 飾 菜檔老闆
  - 學警出更 飾 粥店老闆
  - 蘭花刼 飾 官員
  - 通天幹探 飾 圍村村長
  - 同事三分親 飾 岳少（第27集）、丹（第224集）、張先生（第311集）（2007-2008）

2008年
  - 金石良緣 飾 村民
  - 原來愛上賊 飾 中醫館職員（第11集）
  - 甜言蜜語 飾 祥叔
  - 畢打自己人 飾 陳七（第34集）
  - 鐵咀銀牙 飾 總督
  - 法證先鋒II 飾 糖水店東主
  - Click入黃金屋 飾 華叔
  - 少年四大名捕 飾 監獄長

2009年
  - 學警狙擊 飾 Wendy父（第20集）
  - 老婆大人II 飾 茶餐廳老闆（第14-15集）
  - 巴不得爸爸... 飾 姻緣樹檔主（第14集）

2010年
  - 老公萬歲 飾 客人
  - 秋香怒點唐伯虎 飾 老師
  - 鐵馬尋橋 飾 師父
  - 掌上明珠 飾 葉四
  - 談情說案 飾 周興
  - 公主嫁到 飾 龍
  - 天天天晴 飾 富叔/歐陽法拉
  - 巾幗梟雄之義海豪情 飾 石叔
  - 刑警 飾 茅叔街坊
  - 囧探查過界 飾 尤氏董事
  - 誘情轉駁 飾 職員

2011年
  - 居家兵團 飾 葉生
  - 依家有喜 飾 曹掌門
  - 女拳 飾 馬新榮
  - Only You 只有您 飾 森
  - 誰家灶頭無煙火 飾 陳生／劉定圖
  - 洪武三十二 飾 莫老爹
  - 點解阿Sir係阿Sir 飾 八爺
  - 花花世界花家姐 飾 股東
  - 團圓 飾 廚師
  - 怒火街頭 飾 法官
  - 真相 飾 羅國東
  - 潛行狙擊 飾 黎成富
  - 九江十二坊 飾 何立慶
  - 不速之約 飾 藥廠老臣子
  - 法證先鋒III 飾 老闆（第13集）
  - 天與地 飾 蔡興泰（第12集）
  - 我的如意狼君 飾 馨表叔

2012年
  - 缺宅男女 飾 神父
  - 換樂無窮 飾 劉老師
  - 4 In Love 飾 鍾醫師
  - 當旺爸爸 飾 江叔
  - 耀舞長安 飾 大夫
  - 心戰 飾 天叔
  - 愛回家 飾 湯官 （第116集）
  - 回到三國 飾 周主席（第1集）
  - 護花危情 飾 李耀韜
  - 怒火街頭2 飾 死因裁判官
  - 造王者 飾 住持
  - 天梯 飾 朱老闆
  - 名媛望族 飾 賽錦棠
  - 大太監 飾 翁同龢
  - 法網狙擊 飾 鈦叔（第17集）

2013年
  - 愛回家 飾 崔龍福（第209、210集）、湯官（第254集）
  - 仁心解碼II 飾 盧博紹（第25集）
  - 金枝慾孽貳 飾 廣老闆
  - 神探高倫布 飾 李探長
  - 千謊百計 飾 陳伯（第3-6集）
  - 法外風雲 飾 酒樓經理
  - 舌劍上的公堂 飾 曲風

2014年
  - 守業者 飾 福哥
  - 點金勝手 飾 齊思傑
  - 使徒行者 飾 奀叔
  - 我們的天空 飾 新移民夫
  - 老表你好Hea 飾 殯儀館老闆
  - 醋娘子 飾 焦貴英

2015年
  - 八卦神探 飾 四大天王（第20集）
  - 四個女仔三個BAR 飾 法官
  - 天眼
  - 以和為貴 飾 法官
  - 水髮胭脂 飾 羅渣
  - 陪著你走 飾 維修店老闆（第10-11集）
  - 收規華 飾 金行老闆（第12集）
  - 無雙譜 飾 況知縣
  - 枭雄 飾 方有禮
  - 東坡家事 飾 馬太醫

2016年
  - 流氓皇帝 飾 古玩店老闆
  - 巾帼枭雄之谍血长天 飾 安達海

## 電影
- 雞同鴨講 (1988)
- 發達秘笈 (1989)
- 偷情先生 (1989)
- 開心鬼救開心鬼 (1990)
- 洪福齊天 (1991)
- 老豆唔怕多 (1991)
- 七十二家租客 (2010)

## 外部連結
- 招石文在互联网电影资料库（IMDb）上的資料（英文）（英文）
- 招石文在香港影庫上的簡介